# 司法院釋字第535號解釋
司法院釋字第535號解釋於中華民國90年（2001年）12月14日作成，其主要爭點在於以「警察勤務條例」為依據實施臨檢之規定是否違憲。釋字535號解釋做成時，臺灣僅有「警察勤務條例」規範臨檢行為，且內容簡陋，大法官明確指出臨檢涉及人民之行動自由、財產權、以及隱私權等憲法保障之基本權，應受法律保留原則之保障，並強調立法者並無授權警察得任意不顧時間、地點、對象進行臨檢，且限於已發生危害或依客觀、合理判斷易生危害之處所、交通工具或公共場所為之，其中處所為私人居住之空間者，並應受住宅相同之保障，其施行過程應受比例原則之檢驗。並要求立法者在2年內加以立法修正，因此催生出了「警察職權行使法」。

## 解釋文
警察勤務條例規定警察機關執行勤務之編組及分工，並對執行勤務得採取之方式加以列舉，已非單純之組織法，實兼有行為法之性質。依該條例第十一條第三款，臨檢自屬警察執行勤務方式之一種。臨檢實施之手段：檢查、路檢、取締或盤查等不問其名稱為何，均屬對人或物之查驗、干預，影響人民行動自由、財產權及隱私權等甚鉅，應恪遵法治國家警察執勤之原則。實施臨檢之要件、程序及對違法臨檢行為之救濟，均應有法律之明確規範，方符憲法保障人民自由權利之意旨。

　　上開條例有關臨檢之規定，並無授權警察人員得不顧時間、地點及對象任意臨檢、取締或隨機檢查、盤查之立法本意。除法律另有規定外，警察人員執行場所之臨檢勤務，應限於已發生危害或依客觀、合理判斷易生危害之處所、交通工具或公共場所為之，其中處所為私人居住之空間者，並應受住宅相同之保障；對人實施之臨檢則須以有相當理由足認其行為已構成或即將發生危害者為限，且均應遵守比例原則，不得逾越必要程度。臨檢進行前應對在場者告以實施之事由，並出示證件表明其為執行人員之身分。臨檢應於現場實施，非經受臨檢人同意或無從確定其身分或現場為之對該受臨檢人將有不利影響或妨礙交通、安寧者，不得要求其同行至警察局、所進行盤查。其因發現違法事實，應依法定程序處理者外，身分一經查明，即應任其離去，不得稽延。前述條例第十一條第三款之規定，於符合上開解釋意旨範圍內，予以適用，始無悖於維護人權之憲法意旨。現行警察執行職務法規有欠完備，有關機關應於本解釋公布之日起二年內依解釋意旨，且參酌社會實際狀況，賦予警察人員執行勤務時應付突發事故之權限，俾對人民自由與警察自身安全之維護兼籌並顧，通盤檢討訂定，併此指明。

## 案件背景
緣聲請人李０富於民國八十七年一月十五日晚間九時五分，行經台北市重陽橋時，因台北市政府警察局保安大隊在該處執行道路臨檢勤務，見聲請人夜間獨自一人行走，即要求聲請人出示身分證件檢查遭聲請人拒絕，警員即強行搜索聲請人身體，聲請人一時氣憤以三字經辱罵警員。案經臺灣士林地方法院八十七年度易更字第五號判決及臺灣高等法院八十八年度上易字第八八一號刑事判決（附件一），以聲請人係於警員依警察勤務條例第十一條第三款「依法」執行職務時，當場侮辱公務員，而被認定其行為該當刑法第一百四十條第一項之於公務員依法執行職務時當場侮辱罪，而處以拘役。

李０富之弟李榮龍不滿其兄無端遭臨檢，並尋求台灣人權促進會的協助，由張炳煌律師協助撰寫釋憲聲請書並提出聲請。

## 理由書

### 程序事項
本案聲請人係依司法院大法官審理案件法第五條第一項第二款，對確定終局裁判所適用之法律或命令聲請解釋憲法，而就審查對象，大法官依重要關聯性理論，認為不限於判決中據以論罪科刑之實體法及訴訟法之規定，包括作為判斷行為違法性依據之法令在內，均得為聲請釋憲之對象。

### 法律保留原則之審查
大法官認為實施臨檢屬對人或物之查驗、干預，影響人民行動自由、財產權及隱私權等甚鉅，實施臨檢之要件、程序及對違法臨檢行為之救濟，均應有法律之明確規範，始符合依法行政之原則，方符憲法保障人民自由權利之意旨。只是大法官認為警察勤務條例除有組織法之性質外，實兼具行為法之功能，可作為干預人民自由之法律依據，所以警察實施臨檢具有法源依據，並不違反法律保留原則。

### 合憲性限縮解釋
雖然大法官肯定警察臨檢具有法律依據，但仍以限縮解釋的方式，限縮警察可以執行臨檢之要件，其認為立法者並無授權警察人員得任意不顧時間、地點及對象任意臨檢、取締或隨機檢查、盤查之本意。警察人員執行場所之臨檢勤務，應限於已發生危害或依客觀、合理判斷易生危害之處所、交通工具或公共場所為之，其中處所為私人居住之空間者，並應受住宅相同之保障；對人實施之臨檢則須以有相當理由足認其行為已構成或即將發生危害者為限，且均應遵守比例原則，不得逾越必要程度。
臨檢進行前應對受臨檢人、公共場所、交通工具或處所之所有人、使用人等在場者告以實施之事由，並出示證件表明其為執行人員之身分。臨檢應於現場實施，非經受臨檢人同意或無從確定其身分或現場為之對該受臨檢人將有不利影響或妨礙交通、安寧者，不得要求其同行至警察局、所進行盤查。其因發現違法事實，應依法定程序處理者外，身分一經查明，即應任其離去，不得稽延。

### 警告性裁判
大法官明確指出現行警察執行職務法規就人民提起救濟的部分有欠完備，要求立法者於二年內進行修正，而在法規修正前應許受臨檢人、利害關係人對提出異議，並請求作成書面記錄，該書面具有行政處分之性質，異議人並得依法提起行政訴訟。而就臨檢之規定，「實施臨檢之要件、程序及對違法臨檢行為之救濟，均應有法律之明確規範，方符憲法保障人民自由權利之意旨。」一段似也暗示立法者應為更具體、明確之規定。

## 意見書
本釋字並無大法官提出意見書。

## 學術評析

### 王兆鵬教授之評析[4]
學者王兆鵬認為，大法官於解釋主文第一段所明言關於臨檢實施之性質、要件、程序及救濟具有雙重含義：一、現行臨檢實務欠缺法律明確規範，違反法律保留原則。二、即令將來制訂法律，仍應明確規範警察臨檢之權限，否則仍有違憲之虞。

#### 臨檢之要件[註 2]
依憲法比例原則政府有越充足的正當理由，即得對人民的基本權為越高程度的干涉；反之若無任何正當理由，即不得干涉人民基本權。對此英美法已形成共識：警察有相當理由（probable cause）相信某人犯罪時，即達到逮捕及搜索的發動門檻，若合乎形式要件的令狀原則，則得對人民為較長時間的拘束自由並為更徹底之搜索；若警察僅有合理懷疑（reasonable suspicion）而未達相當理由時，僅能對人民為短時間的留置，以及視情形為「拍觸身體」的行為（頁62）。
解釋文中提及「對人實施之臨檢則須以有『相當理由』足認其行為已構成或即將發生危害者為限」，王兆鵬認為此處所稱之「相當理由」，解釋上應屬於英美法中所稱之合理懷疑。由於臨檢對人民基本權侵害程度低於刑事訴訟法中所列舉的搜索扣押行為，因此合理的解釋是，檢警具有相當理由時，得對人民為較高干預程度的搜索、扣押、逮捕、拘提等強制措施；僅具合理懷疑時，得對人民為臨檢。本號大法官解釋與我國刑事訴訟法中關於相當理由、合理懷疑等用語使用，應有統一釐清之必要(頁63-64)。

#### 臨檢得實施之行為
本號解釋似乎認為，只要是合法臨檢，警察便有查明身分的權力，得要求人民出示身分證件。因此人民面對合法的臨檢，有辨明身分的義務。然而若人民拒不出示證件或身分不能辨明時，警察該採取如何之措施？若觀大法官之解釋文第二段「臨檢應於現場實施，非經受臨檢人同意或無從確定其身分或現場為之對該受臨檢人將有不利影響或妨礙交通、安寧者，不得要求其同行至警察局、所進行盤查。其因發現違法事實，應依法定程序處理者外，身分一經查明，即應任其離去，不得稽延。」可能得出一種解釋結果是：警察得要求人民同行至警察局，若人民不聽從，得強行帶回。然而，王兆鵬認為，由於臨檢之要件僅需具有合理懷疑，較逮捕之要件為低，因此只能為短暫的留置與查明身分，不能為逮捕行為，否則即屬無實質理由的非法逮捕。因此，若臨檢時人民之身分不能查明，除人民有其他危害情形外，警察不得將其帶回警局，僅能短暫留置受臨檢人，而短暫留置之時間則應進一步立法規範，以符合法律明確性原則之要求。王兆鵬則認為原則上應以二十分鐘為限

### 李震山教授之評析[3]
就程序部分，教授認為本案聲請人本以刑法第140條為聲請標的，大法官卻透過重要關聯性理論將「警察勤務條例」納入釋憲標的，略有「訴外解釋」之疑慮，但由於「臨檢」一詞向來未被清楚定義，造成臨檢的手段幾乎與警察職權的態樣重疊，形同一種上位的抽象集合概念，自然會和妨害公務罪密切相關，就保障人權的角度而言可資同，但仍建議未來可以修改「司法院大法官審理案件法」。
就程序部分，教授認為臨檢可能涉及人民之人身自由、財產權、居住自由、隱私權、工作權、營業自由等，應有更具體化的規定，並參考德國法，以「防止具體危害」為原則，並於例外時得擴及「防止潛在危害」，如滯留於易生危害地點之人、滯留於易遭危害地點之人、或基於特定目的設立之管制站等，於執行時並應遵守正當法律程序。此外於無從確定受臨檢人身分時，雖然允許強制同行至警察局，但對於具體程序、留置時間、是否需要長官保留（由上級長官確認）甚至法官保留等，都應該需更進一步具體的規定。

### 吳巡龍檢察官之評析[5]
警察臨檢時不可能事前百分之百確定對象就是嫌犯，必然存在著一定程度的判斷，而問題在於懷疑的程度要到達多高的門檻，警察才能發動臨檢，實務上常因警察濫用裁量、任意實施而生爭議，吳巡龍指出可以參考美國法區分「相當理由」、「合理懷疑」、「單純懷疑」三種門檻，並建議以「合理懷疑」為臨檢發動之門檻，而參考美國最高法院在泰瑞訴俄亥俄州案中提出的標準，合理懷疑不應考慮警察模糊的主觀猜測或預感，而應考慮當時事實狀況及警察依經驗所做的具體合理推斷。

## 後續影響
於本釋字做出以後，立法院於民國92年（西元2003年）增訂「警察職權行使法」，除更為明確的規範臨檢的相關要件，並於同法第29條制訂「異議」的救濟制度。

## 外部連結
- 司法院-釋字第535號解釋 （页面存档备份，存于）